# 圖書存放處

2016年前使用的標誌

圖書存放處（英語：Book Depository，曾用名「The Book Depository」）是一間英國網絡書店，擁有大規模的圖書目錄，並提供免費郵寄至超過160個國家。書店是由前亞馬遜公司僱員創立。2011年，該店被亞馬遜收購。

## 歷史
該公司由安德魯·克勞佛和現任首席運營官Stuart Felton於2004年創立。其座右銘是「All Books Available to All」。
2011年7月4日，亞馬遜公司達成協議收購圖書存放處。
2023年4月5日，圖書存放處宣布會在4月26日結業。

## 外部連結
- 官方网站